# جائزة البرتغال الكبرى للدراجات النارية 2007
جائزة البرتغال الكبرى للدراجات النارية 2007 هو سباق دراجات نارية أقيم بتاريخ 16 سبتمبر 2007 في حلبة إستوريل. كان الجولة الرابعة عشر من أصل 18 في سباق الجائزة الكبرى للدراجات النارية موسم 2007. فاز الإيطالي فالنتينو روسي بفئة الموتو جي بي بينما جاء الإسباني داني بيدروسا في المركز الثاني وحصل على المركز الثالث الأسترالي كيسي ستونر.

## وصلات خارجية
- الموقع الرسمي